# Äußere Schwarze Schneid
Die Äußere Schwarze Schneid (auch Äußere Schwarze Schneide) ist ein 3255 m hoher Berg in den Ötztaler Alpen in Tirol, Österreich. Er befindet sich südwestlich des Gaislachkogels und nördlich des Venter Tals, einem Seitental des Ötztals. Der Talort, von dem die Äußere Schwarze Schneid erreicht werden kann, ist Sölden.
Die Äußere Schwarze Schneid ist gut vom Ötztaler Gletscherskigebiet und von der Ötztaler Gletscherstraße zu sehen. Westlich beziehungsweise südwestlich des Gipfels befinden sich der Rettenbachferner und der Tiefenbachferner, die mit Skiliften erschlossen sind. Auch auf den benachbarten Gaislachkogel führt eine Seilbahn.
Durch den Berg führt der höchstgelegene Tunnel Europas, der ein Teil der Ötztaler Gletscherstraße ist und zum Tiefenbachferner führt. 